# Leichtathletik-Weltmeisterschaften 2011/Teilnehmer (Peru)
| Gelbes Symbol für Goldmedaillen mit stilisierten Olympischen Ringen | Graues Symbol für Silbermedaillen mit stilisierten Olympischen Ringen | Braundes Symbol für Bronzemedaillen mit stilisierten Olympischen Ringen |
| ------------------------------------------------------------------- | --------------------------------------------------------------------- | ----------------------------------------------------------------------- |
| —                                                                   | —                                                                     | —                                                                       |

Der peruanische Leichtathletik-Verband stellte bei den Leichtathletik-Weltmeisterschaften 2011 im koreanischen Daegu fünf Teilnehmer.

## Ergebnisse

### Männer

#### Laufdisziplinen
| Athlet       | Disziplin        | Vorlauf | Vorlauf | Halbfinale | Halbfinale | Finale        | Finale        |
| Athlet       | Disziplin        | Zeit    | Platz   | Zeit       | Platz      | Zeit          | Platz         |
| ------------ | ---------------- | ------- | ------- | ---------- | ---------- | ------------- | ------------- |
| Mario Bazán  | 3000 m Hindernis | DNS     | DNS     |            |            | ausgeschieden | ausgeschieden |
| Jhon Casallo | Marathon         |         |         |            |            | 2:36:43 h     | 49            |

#### Sprung/Wurf
| Athlet          | Disziplin  | Qualifikation | Qualifikation | Finale        | Finale        |
| Athlet          | Disziplin  | Weite/Höhe    | Platz         | Weite/Höhe    | Platz         |
| --------------- | ---------- | ------------- | ------------- | ------------- | ------------- |
| Jorge McFarlane | Weitsprung | 7,66 m        | 26            | ausgeschieden | ausgeschieden |

### Frauen

#### Laufdisziplinen
| Athletin         | Disziplin | Vorlauf | Vorlauf | Halbfinale | Halbfinale | Finale    | Finale |
| Athletin         | Disziplin | Zeit    | Platz   | Zeit       | Platz      | Zeit      | Platz  |
| ---------------- | --------- | ------- | ------- | ---------- | ---------- | --------- | ------ |
| Jemena Misayauri | Marathon  |         |         |            |            | DNF       | DNF    |
| Judith Toribio   | Marathon  |         |         |            |            | 2:47:21 h | 41     |